# شباب جباليا
شباب جباليا هو نادي فلسطيني تأسس عام 1994 من أندية قطاع غزة الرياضية ويلعب في الدوري الفلسطيني الممتاز لقطاع غزة . وكان وصيف الدوري الفلسطيني الممتاز لقطاع غزة موسم 2018–19 .

## الإنجازات
- دوري قطاع غزة الدرجة الأولى (2):[2]
  - 2014–15 ، 2016–17
- الدوري الفلسطيني الممتاز لقطاع غزة (وصيف) [3](1):
  - 2018–19
- كأس فلسطين لأندية قطاع غزة (وصيف) [4](2):
  - 2004–05 ،2015–16